# ブランドプリカ
ブランドプリカとは、クレジットカード向けに構築された決済ネットワークを利用して決済を行うことのできるプリペイドカードのこと。「国際ブランド付プリペイドカード」や「ブランドプリペイドカード」とも呼ばれる。

## 概要
日本国で発行されるブランドプリカは資金決済に関する法律で定められた第三者型前払式支払手段、又は、資金移動である。再チャージできるリチャージャブル型と再チャージの出来ないワンタイム型がある。
原則として、ワンタイム型の場合は取得の際に個人情報の登録の必要がない。一方、リチャージャブル型の場合、その殆どがカード利用者情報の提示が求められる。銀行口座やクレジットカードとの紐付け無しに利用できるサービスであるため、銀行口座やクレジットカードの登録は一部の例外を除いて必要ないが、個人情報を登録しないと一部機能が利用できない事がある。
クレジットカードの決済ネットワークを流用して決済を行うため、発行国内に限らず、海外での利用も可能である。Visa、マスターカード等の国際ブランドのマークが掲示された加盟店であれば、クレジットカードとほぼ同様の手順で決済が可能である。ただし、一部の加盟店や決済方法によっては、決済ができないことがある。
クレジットカードとの大きな違いは、ブランドプリカは予めチャージが必要であることである。チャージした残高以上の決済が出来ないので使いすぎる心配はない。また、多くのブランドプリカは盗難・不正利用によって生じた損害を補てんするサービスは付帯されていないが、これは、チャージ金額以上の損害が発生せず、発生する損失が限定的であることによる。
また、Suicaや楽天Edyなどの電子マネーと比較すると、ブランドプリカはカード番号に紐付けされた残高をカード本体ではなく、管理者の口座で管理していることから、インターネットショッピングでも決済端末の導入など特別な手続きをしなくても利用でき、再発行等の手続きにも柔軟に対応できる。記載されたブランドの決済に対応している加盟店の殆どで利用できるため、大手チェーン店の大半で利用できる。

## 歴史
- 2011年6月、ライフカードよりオンライン決済専用のVISAバーチャルプリペイドカード「Vプリカ」提供開始[5]。リチャージは出来ないが残高は次のカードに引き継げる。
- 2013年
  - 3月、楽天カードよりオンライン決済専用のMastercardブランドの「楽天バーチャルプリペイドカード」提供開始。リチャージは出来ないが残高は次のカードに引き継げる。
  - 9月、ココカラファインとクレディセゾンの提携により実店舗でも使えるリチャージャブル型VISAプリペイドのプラスチックカード「ココカラクラブカード」提供開始[6]。
- 2014年5月、KDDIよりau契約者向けに「au WALLET」提供開始。およびKDDI子会社のウェブマネーからは「WebMoneyカード」が提供開始。いずれもMastercardブランド。
- 2015年
  - 3月、ソフトバンクがソフトバンクモバイル契約者向けにVISAプリペイド「ソフトバンクカード」（リチャージャブル型）提供開始[7]。
  - 11月、ローソンがJCBブランドのプリペイドカード「おさいふPonta」（リチャージャブル型）提供開始[8]。
- 2016年
  - 3月、LINEがJCBブランドのプリペイドカード「LINE Payカード」（リチャージャブル型）提供開始[9]
  - 11月、NTTドコモと三井住友カードが提携し、MasterCardブランドの「dカード プリペイド」を提供開始。dポイントカードとしての機能も持ち、電子マネー「iD」も搭載している。
  - 11月、インコム・ジャパンによりVISAブランドのワンタイム型プリペイドカード「バニラVisaギフトカード」が全国のコンビニなどで販売開始。[10]ネットでの使用にはSMS認証が必要。残高の持ち越しは出来ない。
- 2018年11月、JALペイメント・ポートが発行会社となり、MasterCardプリペイドの機能がついたJAL Global WALLETが発行開始。JAL ICサービスおよびMasterCardコンタクトレスに対応。

## 利用者
銀行口座の登録の必要が無く、与信調査も必要ない事から、ブランドプリカを入手するための手続きは極めて簡略である。一般的にクレジットカードの審査通過が難しいとされる者でもクレジットカードと同等の利用ができるブランドプリカを持つことができる。また、資金決済に関する法律では、利用者の年齢に関する規定が無い。このため、未成年でも利用することが可能である。カードによっては(特にワンタイム型)個人情報の登録の必要が無いことから匿名で持つ事も可能である。

## 制約
ブランドプリカはクレジットカード用に整備された決済の仕組みを流用しているため、一部の決済業務に制約が生じる。

### 定期的に支払いが生じる決済業務
クレジットカードの決済はBase1（又はオーソリ）とBase2（又は売上集計）の二つのステップによって行われる。Base1では、カードの有効性チェックが行われ、Base2では決済代金の引き落とし処理が行われる。Base1はイシュア（カード発行者）の判断で拒否すること出来るが、Base2は拒否することができない。
クレジットカードの場合には、顧客の信用調査を行った上で銀行口座の情報を把握しているので、Base1とBase2の金額および回数が不一致であっても後から引落を行えるので問題は生じないが、ブランドプリカの場合にはBase1とBase2で金額および回数に差異が有った場合で、残高が不足した場合にはイシュアに代金の回収リスクが生じてしまう。特に月額利用料の決済（リカーリング）など、繰り返し行われる決済の場合、多くの加盟店はBase1は最初の一回のみで、二回目以降はBase2だけを発行する。ユーザのカードに十分な金額が残っているうちは何ら問題ないが、チャージ残高が不足した場合イシュアに損害が発生することとなる。
このような事情から、月額使用料の支払いではBase1の時点で決済を受け付けていない。

### リアルタイムで信用照会ができない決済業務
信用照会端末やリアルタイムで信用照会が確認できるシステムが普及するまでは、クレジットカードの決済は少額であればBase1の発行を省略して、インプリンタを用いてBase2のみ発行を行っているパターンが多かったが、ブランドプリカの場合はチャージ残高以上の決済がされないかBase1の処理によって決済の都度確認の必要がある（ゼロフロアリミット）ため、カードの券面に「ELECTRONIC USE ONLY（電子機器のみでの使用限定）」と記載されていることが多く、カード番号をカード券面に印字することによって物理的にインプリンタの使用ができないようになっていることが多い。
海外では現在でもインプリンタを使用したクレジット決済が主流の地域もあるため、海外での使用には注意を要する。